# Daga United FC
Der Daga United Football Club ist ein 2018 gegründeter bhutanischer Fußballverein aus Daga im Distrikt Dagana. Aktuell spielt der Verein in der höchsten Liga des Landes, der Bhutan National League.

## Erfolge
- Premier League Qualifiers: 2024  ▲

## Stadion
Seine Heimspiele trägt der Verein im Dagapela Artificial Turf in Daga aus. Das Stadion hat ein Fassungsvermögen von 1000 Personen. Das Spielfeld ist mit Kunstrasen ausgestattet.